# 根岸 (台東区)
根岸（ねぎし）は、東京都台東区の町名。現行行政地名は根岸一丁目から根岸五丁目。住居表示実施済み区域である。

## 地理
上野の山の北の陰に位置し、西はJR山手線、北は荒川区東日暮里・南千住、東は台東区三ノ輪・竜泉・下谷に囲まれた三角形の町域を持つ。関東大震災や第二次世界大戦で罹災しなかった市街地も含まれ、昔ながらの町並み・建造物が残されている場所もある。
最寄駅はJR鶯谷駅、JR・京成本線日暮里駅、東京メトロ日比谷線入谷駅・同三ノ輪駅（鶯谷駅のみ地内に所在）。
根岸は落語家の7代目林家正蔵一門（海老名家）の家があることでも知られ、特に7代目正蔵、当家出身の初代林家三平は当地名の「根岸（の師匠）」の名でも知られていた。また初代三平の長男である九代目正蔵、その長男（初代三平の孫）である林家たま平も同地出身である。

### 地価
住宅地の地価は、2025年（令和7年）1月1日の公示地価によれば、根岸4-10-10の地点で72万円/m2となっている。

## 歴史

### 地名の由来
名前の由来は、上野の崖の下にあり、かつて海が入り込んでいた頃、木の根のように岸辺が続いていたためといわれる。

### 沿革
- 室町時代に、武蔵国豊島郡根岸村という地名があったという説もあるが（長禄江戸図の記載に由来するものだが誤りとの見解が多い）、当時から金杉（金曽木）の地名が一般的であった。
- 江戸時代は、武蔵国豊島郡金杉村の一部であり、正保3年に東叡山寛永寺領となった。金杉村の中央以南の地の字（あざ）名は、南部を「根岸」、西北と新田を「杉ノ崎」、東北を「中村」、更に東北を「大塚」と分けて呼ばれた。「根岸」が一番南側なので、江戸の方からはこれらの地をまとめて「根岸」と呼んだ。
- 明治22年（1889年）5月1日：市制・町村制施行に伴い、金杉村のうち石神井用水（音無川）より南の土地が下谷区内に編入され、明治24年に上根岸町、中根岸町、下根岸町となった。石神井用水より北の土地は東京府北豊島郡日暮里村字金杉となった。
- 大正2年（1913年）：日暮里村大字金杉は町制施行に伴い日暮里町金杉となり、昭和7年には東京市の区域拡大・荒川区制施行によって荒川区日暮里町一丁目から四丁目となった。更に1966年に住居表示の実施によって荒川区東日暮里四丁目および東日暮里五丁目となった。
- 昭和22年（1947年）：大東京35区は22区（後に練馬区が板橋区から分区し23区となる）に再編され、これに伴い下谷区上根岸町、中根岸町、下根岸町は台東区の町名となる。

### 明治期の名所・旧跡・名産
根岸及近傍図（明治34年発行）には大空庵・御行の松・円光寺・梅屋敷跡・石神井用水・笹乃雪・おまじない横丁・一本橋・五本松・台の下・御隠殿跡・水鶏橋・貝塚・善性寺・羽二重団子・古奥州街道・雨華庵跡・石稲荷神社・火除・二股榎・世尊寺・西蔵院・札の辻・大猷公廟跡・鶯谷・桜川・元三島神社・鶯・鶴・水鶏・山茶花・夏葱・谷中生姜・三河島菜・根岸土・万年青・煮山椒が挙げられている。また、正岡子規旧宅子規庵が現在も残る。

## 世帯数と人口
2025年（令和7年）3月1日現在（台東区発表）の世帯数と人口は以下の通りである。
| 丁目       | 世帯数    | 人口     |
| ---------- | --------- | -------- |
| 根岸一丁目 | 795世帯   | 1,149人  |
| 根岸二丁目 | 1,593世帯 | 2,172人  |
| 根岸三丁目 | 2,446世帯 | 3,936人  |
| 根岸四丁目 | 1,674世帯 | 2,912人  |
| 根岸五丁目 | 2,327世帯 | 4,143人  |
| 計         | 8,835世帯 | 14,312人 |

### 人口の変遷
国勢調査による人口の推移。
| 年                 | 人口   |
| ------------------ | ------ |
| 1995年（平成7年）  | 10,040 |
| 2000年（平成12年） | 10,610 |
| 2005年（平成17年） | 10,826 |
| 2010年（平成22年） | 12,280 |
| 2015年（平成27年） | 13,246 |
| 2020年（令和2年）  | 13,777 |

### 世帯数の変遷
国勢調査による世帯数の推移。
| 年                 | 世帯数 |
| ------------------ | ------ |
| 1995年（平成7年）  | 4,637  |
| 2000年（平成12年） | 5,208  |
| 2005年（平成17年） | 5,334  |
| 2010年（平成22年） | 6,450  |
| 2015年（平成27年） | 7,329  |
| 2020年（令和2年）  | 7,862  |

## 学区
区立小・中学校に通う場合、学区は以下の通りとなる（2023年9月現在）。
| 丁目       | 番地                  | 小学校               | 中学校             |
| ---------- | --------------------- | -------------------- | ------------------ |
| 根岸一丁目 | 1番                   | 台東区立大正小学校   | 台東区立忍岡中学校 |
| 根岸一丁目 | 2〜10番               | 台東区立根岸小学校   | 台東区立忍岡中学校 |
| 根岸二丁目 | 全域                  | 台東区立根岸小学校   | 台東区立忍岡中学校 |
| 根岸三丁目 | 1～12番 14番 24〜25番 | 台東区立根岸小学校   | 台東区立忍岡中学校 |
| 根岸三丁目 | 23番                  | 台東区立根岸小学校   | 台東区立柏葉中学校 |
| 根岸三丁目 | 13番 15〜22番         | 台東区立金曽木小学校 | 台東区立柏葉中学校 |
| 根岸四丁目 | 8番                   | 台東区立根岸小学校   | 台東区立柏葉中学校 |
| 根岸四丁目 | 1〜7番 9〜19番        | 台東区立金曽木小学校 | 台東区立柏葉中学校 |
| 根岸五丁目 | 1～15番               | 台東区立金曽木小学校 | 台東区立柏葉中学校 |
| 根岸五丁目 | 16〜25番              | 台東区立東泉小学校   | 台東区立柏葉中学校 |

## 交通

### 鉄道
- 鶯谷駅

### 道路
- 国道4号（昭和通り、日光街道）
- 東京都道58号台東川口線（尾久橋通り）
- 東京都道306号王子千住夢の島線（明治通り）
- 東京都道313号上野尾竹橋線（尾竹橋通り）
- 東京都道319号環状三号線（言問通り）

## 事業所
2021年（令和3年）現在の経済センサス調査による事業所数と従業員数は以下の通りである。
| 丁目       | 事業所数  | 従業員数 |
| ---------- | --------- | -------- |
| 根岸一丁目 | 186事業所 | 1,768人  |
| 根岸二丁目 | 135事業所 | 1,211人  |
| 根岸三丁目 | 203事業所 | 1,146人  |
| 根岸四丁目 | 102事業所 | 528人    |
| 根岸五丁目 | 146事業所 | 1,766人  |
| 計         | 772事業所 | 6,419人  |

### 事業者数の変遷
経済センサスによる事業所数の推移。
| 年                 | 事業者数 |
| ------------------ | -------- |
| 2016年（平成28年） | 768      |
| 2021年（令和3年）  | 772      |

### 従業員数の変遷
経済センサスによる従業員数の推移。
| 年                 | 従業員数 |
| ------------------ | -------- |
| 2016年（平成28年） | 5,515    |
| 2021年（令和3年）  | 6,419    |

### 主な企業
- タジマヤ本社
- 京成フロンティア企画（本社）

## 施設

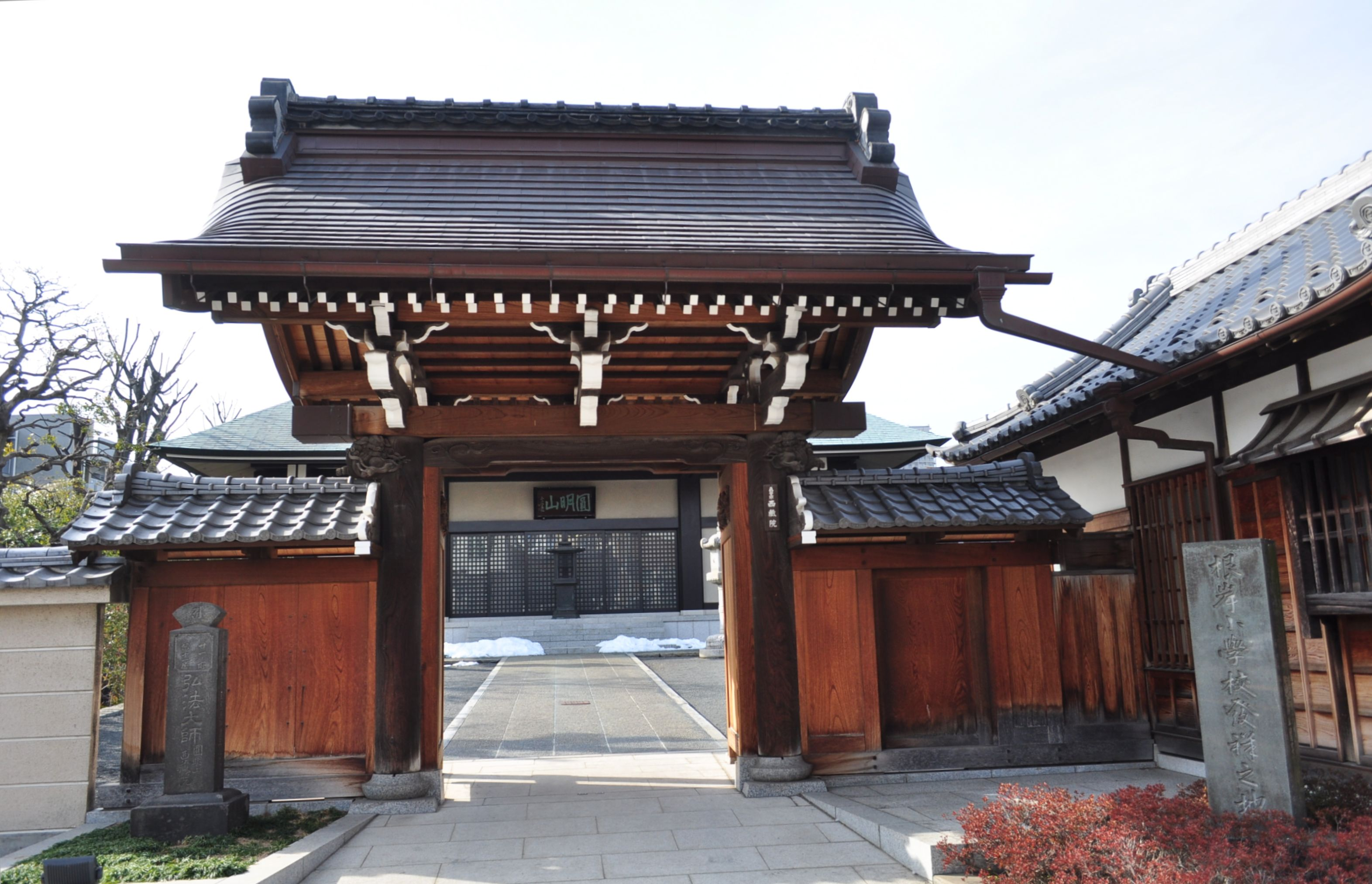
西蔵院（2018年1月31日撮影）

### 公共施設
- 下谷警察署鶯谷駅前交番
- 台東区立書道博物館
- 台東区立根岸図書館
- 華学園栄養専門学校
- 台東根岸二郵便局
- 台東根岸三郵便局

### 教育
- 台東区立根岸小学校
- 台東区立金曽木小学校
- 愛隣保育園

### 公園
- 鶯谷公園
- 金曽木公園
- 上根岸公園

### 寺院・神社
- 大空庵不動尊
- 根岸薬師寺
- 安楽寺
- 薬王寺
- 萬徳寺
- 西蔵院
- 西念寺
- 世尊寺
- 永稱寺
- 千手院
- 元三島神社
- 石稲荷神社
- 八二神社

### その他
- ねぎし三平堂 - 初代林家三平の自宅を改装した資料館。
- 岡埜栄泉
- 香味屋 - 1926年創業の洋食店
- 東京キネマ倶楽部

## 出身・ゆかりのある人物

### 経済人
- 尾高幸五郎（渋澤倉庫、浅野セメント各監査役）[15] - 住所は中根岸町[15]。
- 尾高次郎（東洋生命社長）[15]

### 学者
- 尾高邦雄（社会学者） - 尾高次郎の五男[15]。

### 文化人
- 中村登（映画監督）
- 正岡子規（俳人）

### 芸能人
- 初代林家三平
- 九代目林家正蔵
- 二代目林家三平
- 林家たま平（九代目正蔵の長男）
- 林家ぽん平（九代目正蔵の次男）

### その他
- 石川重之（旧常陸下館藩、子爵）[16]

## その他

### 日本郵便
- 郵便番号 : 110-0003[3]（集配局 : 上野郵便局[17]）。